# Аполіпопротеїн L6
APOL6 (англ. Apolipoprotein L6) – білок, який кодується однойменним геном, розташованим у людей на короткому плечі 22-ї хромосоми. Довжина поліпептидного ланцюга білка становить 343 амінокислот, а молекулярна маса — 38 128.
| 10         |  | 20         |  | 30         |  | 40         |  | 50         |
| ---------- |  | ---------- |  | ---------- |  | ---------- |  | ---------- |
| MDNQAERESE |  | AGVGLQRDED |  | DAPLCEDVEL |  | QDGDLSPEEK |  | IFLREFPRLK |
| EDLKGNIDKL |  | RALADDIDKT |  | HKKFTKANMV |  | ATSTAVISGV |  | MSLLGLALAP |
| ATGGGSLLLS |  | TAGQGLATAA |  | GVTSIVSGTL |  | ERSKNKEAQA |  | RAEDILPTYD |
| QEDREDEEEK |  | ADYVTAAGKI |  | IYNLRNTLKY |  | AKKNVRAFWK |  | LRANPRLANA |
| TKRLLTTGQV |  | SSRSRVQVQK |  | AFAGTTLAMT |  | KNARVLGGVM |  | SAFSLGYDLA |
| TLSKEWKHLK |  | EGARTKFAEE |  | LRAKALELER |  | KLTELTQLYK |  | SLQQKVRSRA |
| RGVGKDLTGT |  | CETEAYWKEL |  | REHVWMWLWL |  | CVCLCVCVYV |  | QFT        |

A: Аланін

C: Цистеїн

D: Аспарагінова кислота

E: Глутамінова кислота

F: Фенілаланін

G: Гліцин

H: Гістидин

I: Ізолейцин

K: Лізин

L: Лейцин

M: Метіонін

N: Аспарагін

P: Пролін

Q: Глутамін

R: Аргінін

S: Серин

T: Треонін

V: Валін

W: Триптофан

Задіяний у таких біологічних процесах, як транспорт, транспорт ліпідів. 
Локалізований у цитоплазмі.